# DIN 1306
Die DIN-Norm DIN 1306 definiert die Dichte und die dazugehörigen Begriffe und Angaben. Es ist eine reine Definitions-Norm; sie enthält die deutschen Begriffe zum Thema Dichte sowie deren englische Entsprechungen.
Die Norm wurde erstmals im August 1938 veröffentlicht, und zwar unter dem Titel „Dichte und Wichte; Begriffe“. Jüngere Ausgaben wurden im August 1958, Juli 1966, März 1967 und Dezember 1971 veröffentlicht. Die zurzeit gültige Ausgabe wurde im Juni 1984 veröffentlicht, sie trägt den Titel „Dichte; Begriffe, Angaben“.
Im Vergleich zu der vorherigen Ausgabe vom Dezember 1971 wurden die inhomogenen Stoffportionen und die Wichte aufgenommen, Erläuterungen gestrichen und die Norm redaktionell vollständig überarbeitet. Jedoch gab es bereits in der Erstausgabe einen Abschnitt „Nichthomogene Körper“, der empfahl: „Wenn nötig, ist zwischen Rohdichte und Reindichte und entsprechend zwischen Rohwichte und Reinwichte zu unterscheiden, je nachdem ob bei der Bestimmung des Volums die Poren mitgerechnet werden oder nicht“. In dieser ersten Normausgabe werden neben der mittleren Dichte und mittleren Wichte noch die Dichte. bzw. Wichte „(ohne den Zusatz „mittlere“)“ behandelt; die – nicht 'mittlere' – Dichte „in einem Punkte eines Körpers“ ist dabei „der Grenzwert, dem die mittlere Dichte in einem den Punkt enthaltenden Volum zustrebt, wenn man dieses so weit verkleinert denkt, dass es klein wird gegen die Abmessungen des Körpers, aber noch groß bleibt gegen die Gefügeeinheiten seines Stoffs“ – analog für die Wichte.

## Inhalt
1. Dichte
2. Dichte homogener Stoffportionen
3. Dichte inhomogener Stoffportionen
4. Dichteangaben
5. Besondere Dichtebenennungen (Normdichte, Schütt-, Füll- und Klopfdichte, Press- und Sinterdichte, Feststoffdichte, Rohdichte)
6. Relative Dichte / Spezifisches Gewicht
7. Spezifisches Volumen
8. Wichte